# S/y Magnolia
Magnolia – polski jednomasztowy jacht żaglowy typu Vega. Jest jednym z trzech (obok Daru Szczecina i Zrywa) jachtów będących własnością m. Szczecin.

## Historia i rejsy
Jacht został zbudowany w latach 1965–66, r. w Szczecińskiej Stoczni Jachtowej. Kadłub jednostki wykonano z drewna. Armatorem jednostki jest M.O.S. Euroregionalne Centrum Edukacji Wodnej i Żeglarskiej w Szczecinie a właścicielem m. Szczecin.
Jacht przeszedł do historii żeglarstwa po rejsie (21 czerwca - 27 sierpnia 1975) kpt. Zdzisława Paska do Archangielska (pierwsze od 1917 r. wpłynięcie jachtu zagranicznego) i w drodze powrotnej zawinięcie do Murmańska, ogółem przebyto 5147 Mm w 62 dni. W 1978 jednostka bez silnika opłynęła Islandię w dniach 2 lipca - 25 sierpnia a przebyto 4368 Mm.
Jednostka startowała w wielu regatach i zlotach organizowanych w kraju i za granicą, brała udział m.in. w Międzynarodowych Regatach Gryfa Pomorskiego 1969, Międzynarodowych Regatach Morskich 1969, Żeglarskich Mistrzostwach Polski 1969, Regatach o Puchar Miasta Szczecina 1969 (3. miejsce), Regatach Samotników - Bałtyk 1974, 1975 (1. miejsce), 1976.  Brała też udział w Cutty Sark the Tali Ships Races w 1996. W Op-Sail 1998, 2000, Regatach Czterech Zakątków, Bałtyckich Regatach o Puchar Unity Line. W imprezach okolicznościowych Dni Morza w Szczecinie, Baltic Sail 2000 w Rostoku. Jacht też odbył liczne rejsy po Morzu Bałtycki i Północnym. Od 1996 r. bierze udział w Programie Edukacji Morskiej (Szczecińska Szkoła pod Żaglami), służy do szkolenia młodzieży ze szkół.
W 2017 roku w ramach budżetu obywatelskiego zgłoszono projekt Remont szczecińskiego jachtu Magnolia.

## Kapitanowie-opiekunowie Magnolii
- Zdzisław Paska (1966-1991);
- Jerzy Szwoch (1992-2006);
- Marcin Gatalski (2006-2007);
- Piotr Sobolewski (2007-2008);
- Mateusz Szubski (2008-2015);
- Przemysław Dziarnowski (2015-teraz)[3].